# مارك هاميل
مارك هاميل (بالإنجليزية: Mark Hamill)‏ ممثل أمريكي من مواليد 25 سبتمبر 1951.

## أدواره في التلفزيون الأمريكي
- البرق - جيمس جيسي/المخادع

## أدواره في الرسوم المتحركة
- باتمان - جوكر
- باتمان: عودة الجوكر - جوكر
- سبايدرمان (1994) - هوبغوبلين
- فريق القرود - الجمجم الرابع
- آفاتار: أسطورة أنج - الزعيم أوزاي
- فتيات القوة - القط الأبيض
- سبونجبوب - العدو اللدود الذي كان عريس البحر يبحث عنه لخمسين سنة
- فرقة الأبطال الخارقين - الجمجم الأحمر
- جوني برافو - الملك رايموند
- ألتيميت سبايدرمان - أرنيم زولا

## أدواره في السينما الأمريكية
- سلسلة أفلام حرب النجوم
  - حرب النجوم الجزء الرابع: أمل جديد - لوك سكايوالكر
  - حرب النجوم الجزء الخامس: الإمبراطورية تعيد الضربات - لوك سكايوالكر
  - حرب النجوم الجزء السادس: عودة الجيداي - لوك سكايوالكر
  - حرب النجوم الجزء الثامن: الجيداي الأخير - لوك سكايوالكر

## أدواره في ألعاب الفيديو
- كينجدوم هارتس بيرث باي سليب - المعلم إيراكوس
- باتمان مصحة اركهام - جوكر
- باتمان مدينة اركهام - الجوكر

## مواقع خارجية
- مارك هاميل على موقع IMDb (الإنجليزية)
- مارك هاميل على موقع ميتاكريتيك (الإنجليزية)
- مارك هاميل على موقع روتن توميتوز (الإنجليزية)
- مارك هاميل على موقع مونزينجر (الألمانية)
- مارك هاميل على موقع قاعدة بيانات الأفلام العربية
- مارك هاميل على موقع ألو سيني (الفرنسية)
- مارك هاميل على موقع ميوزك برينز (الإنجليزية)
- مارك هاميل على موقع تيرنر كلاسيك موفيز (الإنجليزية)
- مارك هاميل على موقع أول موفي (الإنجليزية)
- مارك هاميل على موقع بوكس أوفيس موجو (الإنجليزية)